# Бельсько-Бяла-Головна
Бельсько-Бяла-Головна (пол. Bielsko-Biała Główna) — залізнична станція польських залізниць, розташована у місті Бельсько-Бяла. Одна з провідних у Сілезькому воєводстві. Згідно з класифікацією польських залізниць є станцією категорії Воєводських.

## Залізничні лінії
- Лінія № 117 Кальварія-Зебжидовська-Ланцкорона – Бельсько-Бяла-Головна
- Лінія № 139 Катовиці – Звардонь
- Лінія № 190 Бельсько-Бяла-Головна – Цешин